# Szentmihályi Dezső
Révfalusi Szentmihályi Dezső József István (Lipótváros, Pest, 1863. március 20. – Pacsa, Zala vármegye, 1935. április 18.) felsőházi póttag (sosem került be a felsőházba), a "Zalavármegyei Gazdasági Egyesület" alelnöke, a Zala vármegyei Függetlenségi és Negyvennyolcas Párt alelnöke, nagybirtokos.

## Családja
A régi római katolikus nemesi származású révfalusi Szentmihályi család sarja. Apja ifjabb révfalusi Szentmihályi István (1828–1891), kúriai bíró, hites ügyvéd, anyja, Majovszky Aranka volt. 1884. július 9.-én ifjabb Szentmihályi István adományban szerezte meg a "révfalusi" nemesi előnevet Ferenc József magyar királytól. Apai nagyszülei idősebb nemes Szentmihályi István (1797–1862), császári és királyi postatiszt, és Baán Julianna (1800–1890) voltak. A család őse a nemességet a Komárom vármegyei lakó Szentmihályi György 1732. június 27.-én szerezte meg III. Károly magyar királytól.

## Élete
Középiskoláit a fővárosban végezte, a gazdasági iskolát Magyaróváron 1885-ben. Oklevelének megszerzése után Szürüsön, nagybátyjának, Kollár Jánosnak (1816–1896) birtokát bérelte ki és azon gazdálkodott 1895-ig. Ugyanakkor a Pacsa melletti Andorházán gazdaságot vásárolt meg; Kollár János felesége, révfalusi Szentmihályi Klementina írónő. Szentmihályi Dezső Zala vármegye politikai és gazdasági életében három évtizedig tevékeny részt vett A vármegyei törvényhatósági bizottságnak virilis tagja. A vármegye közgazdasági bizottságának tagja. A "Zalamegyei Gazdasági Egyletnek" az alelnöké választották 1909. november 27.-én, tisztség amelyet egészen 1935. április 27.-ig töltött be. 1926. március 25.-én Keszthelyen alakult meg a "Zalamegyei Agrárpárt", melynek az elnökévé felsőpataki Bosnyák Gézát, alelnökévé Szentmihályi Dezsőt választották.
1927-ben Zala vármegye törvényhatósága felsőházi póttaggá választotta. A Zalaegerszegi Vármegyei Bank és a Nagykanizsai Néptakarékpénztár Ht. igazgatósági tagja is volt, valamint a Zalavármegyei Szarvasmarhatenyésztők Egyesületének az alelnöke is. Az 1935-ben készült birtok összeíráson szerepelt, hogy Szentmihályi Dezső 769 kataszteri holdtulajdonosa volt Pacsán.
1935. április 18.-án hunyt el Pacsán.

## Házassága és leszármazottjai
1891. október 22.-én Kéttornyúlakon feleségül vette nagymányai Koller Ilona Hermina Mária (Kéttornyúlak, Veszprém vármegye, 1871. november 9. – Pacsa, 1934. október 5.) kisasszonyt, akinek a szülei nagymányai Koller János (1843–1916), földbirtokos és vizeki Tallián Gizella (1840–1936) asszony voltak. Koller Jánosné Tallián Gizella szülei vizeki Tallián Pál (1811–1898), osztopáni földbirtokos, somogyi főszolgabíró és névedi Botka Hermina (1821–1909) voltak. A vizeki Tallián családnak ez az ága pedig leszármazottja és örököse az ősrégi vagyonos 18. század elején már kihalt osztopáni Perneszy családnak volt. Az esküvői tanúk Mikovényi Ödön és Gózony László Zala vármegyei főjegyző voltak. A házasságukból született:
- Szentmihályi Irma Aranka Klementina (Pápa, 1893. február 17. – Pacsa, 1960. március 14.). Férje: nemes Csertán Ferenc László (Zalaegerszeg, 1887. szeptember 25. – Zalaegerszeg, 1972. május 25.), 1935-ben összesen 889 kataszteri holddal rendelkező zalai földbirtokos.[15]
- Szentmihályi Margit Mária Hermina (Gyűrűs, Zala vármegye, 1894. május 19. – Toronto, Kanada, 1977.). Férje: vitéz hertelendi és vindornyalaki Hertelendy József Boldizsár Ferenc (Vindornyalak, Zala vármegye, 1889. december 9. – Zalaegerszeg, 1933. június 27.), zalai szolgabíró, megyebizottsági tag, földbirtokos, tartalékos főhadnagy, virilista.[16]
- Szentmihályi Andor István János (Pacsa, 1897. augusztus 9. – Piave mellett, 1917. november 16.),önkéntes szakaszvezető, aki hősi halált halt.[17]